# دامونگو
دامونگو (به لاتین: Damongo) یک منطقهٔ مسکونی در غنا است که در منطقه ساوانا واقع شده‌است. دامونگو ۲۱۷ متر بالاتر از سطح دریا واقع شده‌است.